# Hydroeciodes aspasta
Hydroeciodes aspasta là một loài bướm đêm trong họ Noctuidae.